# Laura Unuk
Laura Unuk (Lubiana, 9 novembre 1999) è una scacchista slovena.
Detiene il titolo di Grande Maestro Femminile (GMF, in inglese Woman Grandmaster o WGM).  All'età di 13 anni (2013) vinse il titolo di campionessa nazionale della Slovenia .  Nel 2014 ricevette la targa Bloudk per "risultati competitivi significativi nello sport". Nel settembre 2014, all'età di 14 anni, al torneo di Durban (Repubblica del Sud Africa), vinse il titolo di Campionessa Mondiale Giovanile nel torneo femminile under-16.  Nell'autunno del 2017, all'età di 17 anni, fu nuovamente campionessa a Montevideo (Uruguay) nella categoria femminile under-18.  Nel marzo 2021 divenne la prima giocatrice di scacchi slovena a vincere il titolo di International Master, ottenuto da 121 giocatrici di scacchi nel mondo prima di lei e confermato a maggio dalla Federazione internazionale degli scacchi.